# Liste der Baudenkmäler in Oberndorf am Lech
Auf dieser Seite sind die Baudenkmäler in der schwäbischen Gemeinde Oberndorf am Lech zusammengestellt. Diese Tabelle ist eine Teilliste der Liste der Baudenkmäler in Bayern. Grundlage ist die Bayerische Denkmalliste, die auf Basis des Bayerischen Denkmalschutzgesetzes vom 1. Oktober 1973 erstmals erstellt wurde und seither durch das Bayerische Landesamt für Denkmalpflege geführt wird. Die folgenden Angaben ersetzen nicht die rechtsverbindliche Auskunft der Denkmalschutzbehörde.

## Baudenkmäler nach Ortsteilen

### Oberndorf
| Lage                       | Objekt                                    | Beschreibung | Akten-Nr.    | Bild                                    |
| -------------------------- | ----------------------------------------- | --- | ------------ | --------------------------------------- |
| Fuggerallee 1 (Standort)   | Schloss                                   | zweigeschossige Zweiflügelanlage mit tiefem Mittelrisalit, Satteldächern, und dreigeschossigen runden Ecktürmen im Osten, im Obergeschoss des südöstlichen Turms Schlosskapelle, 1540 als Ökonomiegebäude des 1632 zerstörten und in den unteren Mauerzügen erhaltenen Wasserschlosses errichtet (bezeichnet), nach 1648 zum Schloss umgebaut, im 19. und 20. Jahrhundert mehrfach umgestaltet, 1819 Errichtung des Treppenhauses, 1908 Einbau von Wohnräumen; mit Ausstattung; Parkanlage im englischen Stil, wohl um 1800                                 | D-7-79-196-1 | weitere Bilder                          |
| Kapellstraße 7 (Standort)  | Katholische Wallfahrtskirche Herrgottsruh | spätbarocker Zentralbau auf querovalem Grundriss mit Dachreiter, halbrund geschlossenem Chor mit halbrundem Sakristeianbau, längsrechteckigem Vorraum mit dreiviertelrundem Nebenraum im östlichen Winkel gegenüber, mit Lisenengliederung, kräftig profiliertem Traufgesims und geschwungenen Giebeln, Südfassade mit Pilaster- und Säulengliederung sowie Schweifgiebel, um 1718 an Stelle eines Vorgängerbaus nach Plänen von Johann Benedikt Ettl; mit Ausstattung                                                                                      | D-7-79-196-2 | weitere Bilder                          |
| Kirchstraße 9 (Standort)   | Katholische Pfarrkirche St. Nikolaus      | Saalbau aus dem späten Rokoko mit eingezogenem dreiseitig geschlossenen Chor, Turm im nördlichen Chorwinkel, Sakristeianbau mit darüber liegendem Oratorium und Kanzelaufgang im Süden, Turmoktogon mit Lisenen- und Gesimsgliederung, im Inneren Pilastergliederung und flachgedeckt über kräftigem Kranzgesims und hoher Voute, Chor und Turmunterbau 2. Hälfte 16. Jahrhundert, Neubau des Langhauses durch Joseph Dossenberger d. J.,1772 ff., 1837 Turmkuppel erneuert, Portalvorbauten modern; mit Ausstattung (siehe auch: Epitaph für Ernst Fugger) | D-7-79-196-3 | weitere Bilder                          |
| Rainer Straße 6 (Standort) | Ehemaliges Amtshaus, jetzt Heimatmuseum   | eingeschossiger Satteldachbau mit Profilgesimsen und klassizistischer Tür, Ende 18. Jahrhundert | D-7-79-196-4 | Ehemaliges Amtshaus, jetzt Heimatmuseum |

### Eggelstetten
| Lage                     | Objekt                                 | Beschreibung | Akten-Nr.    | Bild           |
| ------------------------ | -------------------------------------- | --- | ------------ | -------------- |
| Egilostraße 1 (Standort) | Katholische Filialkirche St. Margareta | origineller spätbarocker Zentralbau auf ovalem Grundriss mit abgeflachter Westwand, durch rechteckige, übergiebelte Querarme kreuzförmig erweitert, mit zweigeschossigem Sakristeianbau mit Dachreiter im Osten, Vorzeichen im Westen, Ecklisenen und kräftig profilierten Gesimsen, Sakristei wohl ehemaliger Turmunterbau des 14./15. Jahrhundert, sonst Neubau von 1733 ff., Turmoktogon um 1760, Zwiebelhaube 1845; mit Ausstattung | D-7-79-196-6 | weitere Bilder |

## Ehemalige Baudenkmäler
In diesem Abschnitt sind Objekte aufgeführt, die früher einmal in der Denkmalliste eingetragen waren, jetzt aber nicht mehr. Objekte, die in anderem Zusammenhang also z. B. als Teil eines Baudenkmals weiter eingetragen sind, sollen hier nicht aufgeführt werden. Aktennummern in diesem Abschnitt sind ehemalige, jetzt nicht mehr gültige Aktennummern.

| Lage                                                 | Objekt    | Beschreibung                                            | Akten-Nr.    | Bild      |
| ---------------------------------------------------- | --------- | ------------------------------------------------------- | ------------ | --------- |
| Oberndorf an der Straße nach Eggelstetten (Standort) | Bildsäule | mit dem heiligen Johann von Nepomuk und Wappen, um 1750 | D-7-79-196-5 | Bildsäule |